# Saarijärvi (sjö i Puumala, Södra Savolax, 61,59 N, 28,06 Ö)
Saarijärvi är en sjö i kommunen Puumala i landskapet Södra Savolax i Finland. Arean är 35 hektar och strandlinjen är 5,19 kilometer lång. Sjön  ingår i Vuoksens huvudavrinningsområde.   Den ligger omkring 42 kilometer öster om S:t Michel och omkring 230 kilometer nordöst om Helsingfors. 